# Тимченко, Пётр Сергеевич
Пётр Сергеевич Тимченко (12.9.1902, Сумская область — 12.8.1990) — командир отделения 955-го стрелкового полка 309-й Пирятинской стрелковой дивизии 40-й армии Воронежского фронта, красноармеец. Герой Советского Союза.

## Биография
Родился 12 сентября 1902 года в селе Гребениковка ныне Тростянецкого района Сумской области в семье крестьянина. В 1914 году окончил четырёхклассную школу. Долгое время батрачил. С 1927 года работал кузнецом в совхозе. До освобождения родного села от немецко-фашистских захватчиков жил на временно оккупированной территории.
В Красной Армии с июля 1943 года. Участник Великой Отечественной войны с октября 1943 года. Сражался на Воронежском и 1-м Украинском фронтах. Был трижды ранен.
Командир отделения 955-го стрелкового полка красноармеец П. С. Тимченко 22 сентября 1943 года в числе первых переправился через Днепр в районе хутора Монастырёк, ныне в черте посёлка городского типа Ржищев Кагарлыкского района Киевской области. Бойцы отделения ворвались во вражескую траншею, в рукопашном бою уничтожили более 10 солдат, выбили гитлеровцев и удержали захваченную позицию до подхода других подразделений полка.
Указом Президиума Верховного Совета СССР от 23 октября 1943 года за мужество и отвагу, проявленные при форсировании Днепра и удержании плацдарма на его правом берегу, красноармейцу Тимченко Петру Сергеевичу присвоено звание Героя Советского Союза с вручением ордена Ленина и медали «Золотая Звезда».
В 1945 году старшина П. С. Тимченко демобилизован. Вернулся в Сумскую область. Долгое время возглавлял отделения в совхозах Пивненковского и Терновского сахарных комбинатов. Трижды награждался медалями Выставки достижений народного хозяйства СССР.
После выхода на пенсию жил в городе Сумы. Умер 12 августа 1990 года. Похоронен на Ново-Центральном Барановском кладбище в Сумах.
Награждён орденами Ленина, Отечественной войны 1-й степени, медалями.
В городе Сумы, в начале улицы имени Героев Сталинграда, создана аллея Славы, где представлены портреты 39 Героев Советского Союза, чья судьба связана с городом Сумы и Сумским районом, среди которых и портрет Героя Советского Союза П. С. Тимченко. Его имя выбито на аннотационной доске с именами земляков — Героев Советского Союза и полных кавалеров ордена Славы в городе Тростянце.